# Henry Hugh Armstead
Henry Hugh Armstead (18 de junio de 1828 - 4 de diciembre de 1905) fue un escultor e ilustrador inglés, influido por la Hermandad Prerrafaelita.

## Biografía

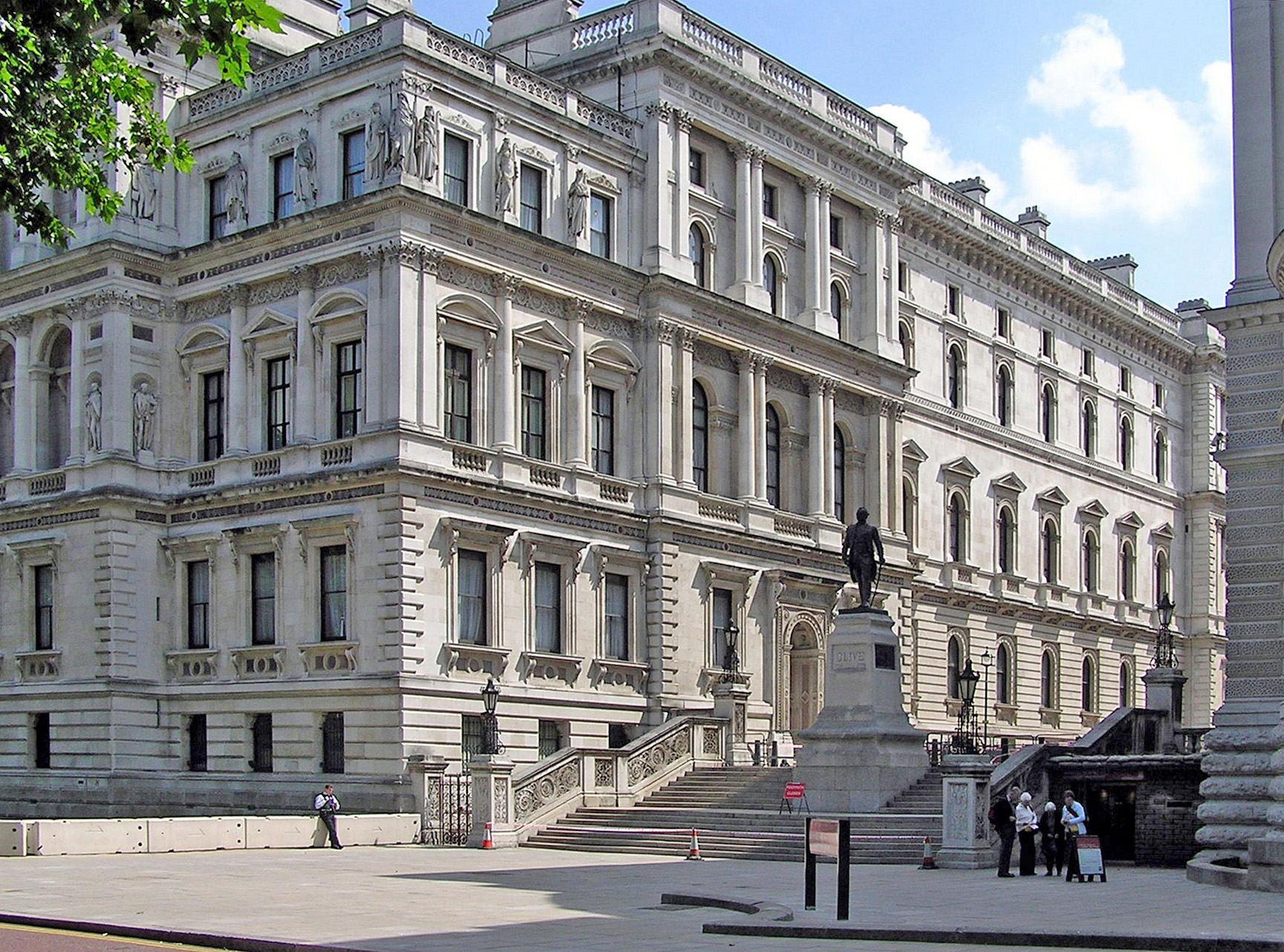
Fachada del edificio del Foreign Office, con cariátides realizadas por Henry Hugh Armstead

Armstead nació en Londres, hijo de un chaser heráldico. Primero se formó como orfebre para lograr la máxima excelencia con el Jarrón de San Jorge y el escudo de Outram. Junto con John Birnie Philip, se colocó en la primera fila de los escultores de su tiempo, trabajando en colaboración con Philip en la decoración escultórica exterior de la oficina colonial en Whitehall, y creando cerca de 80 esculturas de figura en el ala este y sur del podio del Albert Memorial, lo que representa la mitad del friso del Parnaso. Armstead también esculpió la gran fuente del King's College en Cambridge, y numerosas efigies, como las del obispo Wilberforce en Winchester, y lord John Thynne en Westminster. Su sentido del estilo y la nobleza es notable. Estuvo además dotado de gran capacidad para el diseño y el dibujo, que empleó con pericia durante su juventud en la ilustración de libros. Fue elegido asociado de la Royal Academy en 1875 y miembro de pleno derecho en 1880.

## Trabajos (selección)

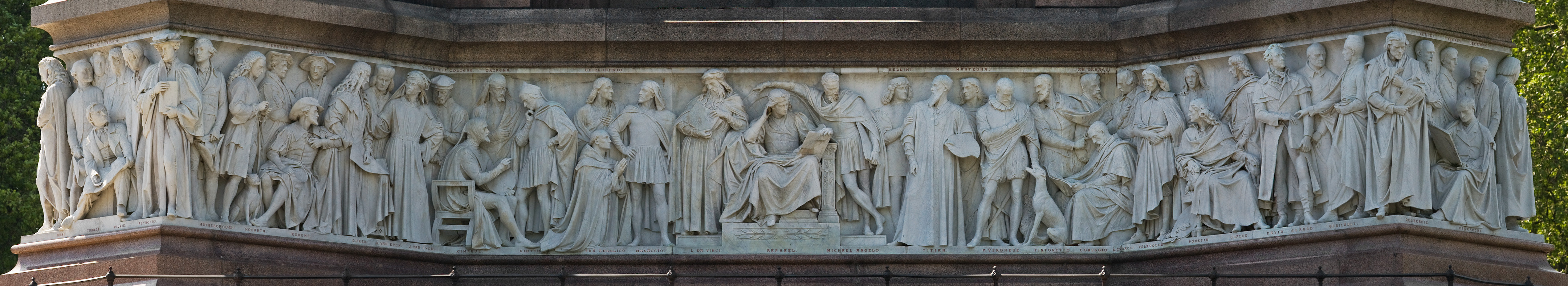
Cara este del Friso del Parnaso en el Albert Memorial

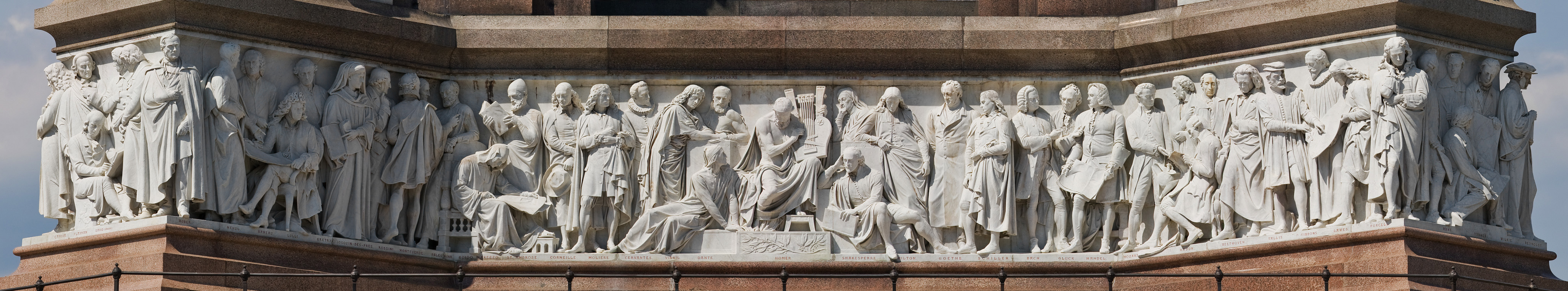
Cara sur del Friso del Parnaso en el Albert Memorial

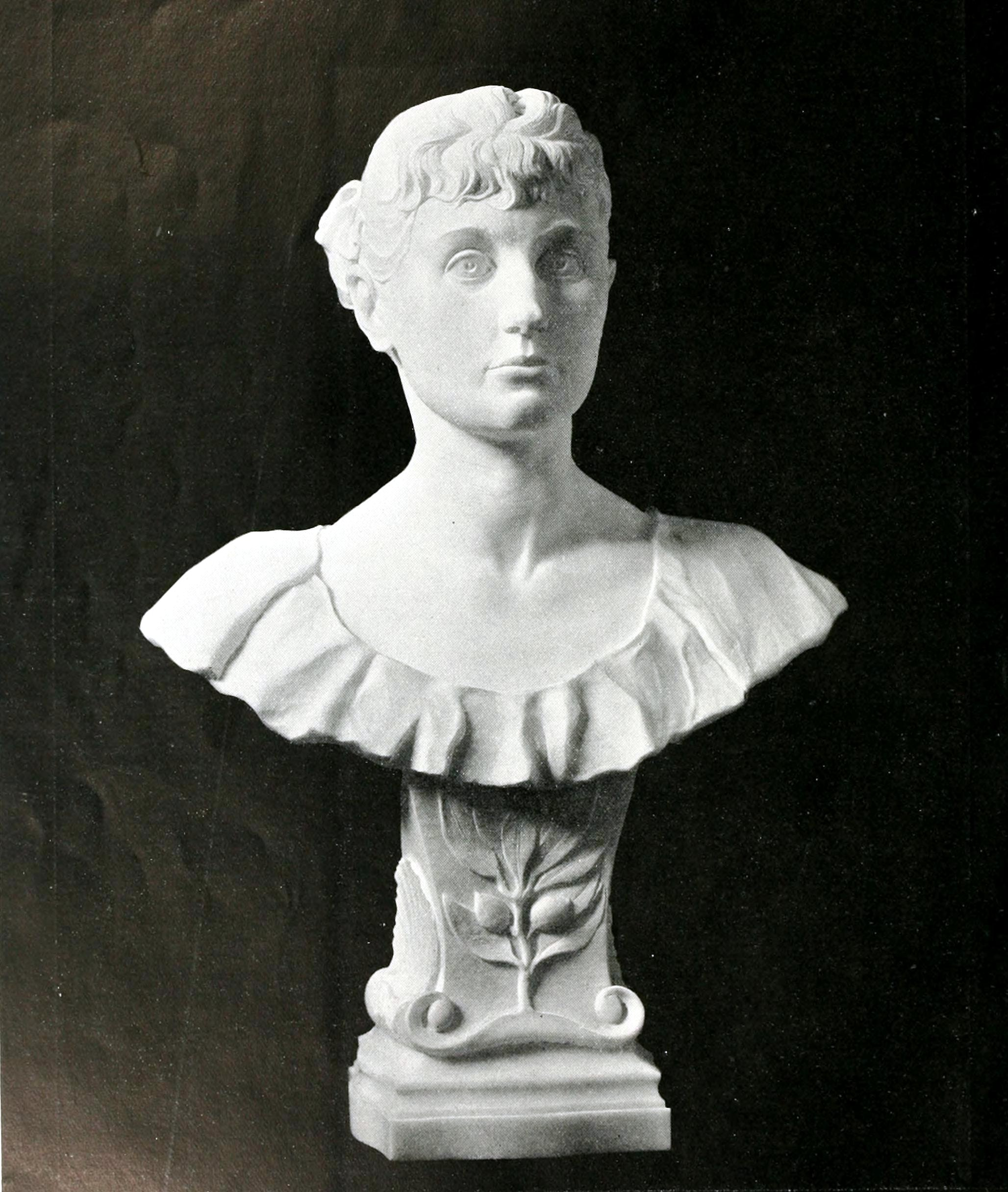
Busto de Mrs Hugh Wells Armstead, mármol

- La leyenda del Rey Arturo: El Rey Arturo conquista al Gigante maravilloso (en inglés: The Legend of King Arthur King Arthur conquering the marvailous Gyant, talla en relieve - Casas del Parlamento del Reino Unido)
- La leyenda del Rey Arturo: El alma de Sir Garland portada al Cielo (del inglés: The Legend of King Arthur Sir Galahad's soul borne to Heaven) The Legend of King Arthur, talla en relieve - Casas del Parlamento del Reino Unido)
- San Miguel y la Serpiento o Satanás sometido (del inglés: St Michael and the Serpent or Satan Dismayed) (Escultura de bronce)